# Condado de Jefferson (Nebraska)
El condado de Jefferson (en inglés: Jefferson County) fundado en 1856 y con su nombre en honor al presidente Thomas Jefferson; es un condado del estado estadounidense de Nebraska. En el año 2000 tenía una población de 8333 habitantes con una densidad de población de 6 personas por km². La sede del condado es Fairbury.

## Geografía
Según la oficina del censo el condado tiene una superficie total de 1492 km² (576,1 mi²), de los que 1484 km² (573 mi²) son tierra y 8 km² (3,1 mi²) (0,43%) son agua.

## Condados adyacentes
- Condado de Saline - norte
- Condado de Gage - este
- Condado de Washington - sur
- Condado de Republic - suroeste
- Condado de Thayer - oeste
- Condado de Fillmore - noroeste

## Demografía
Según el censo del 2000 la renta per cápita media de los habitantes del condado era de 32.629 dólares y el ingreso medio de una familia era de 40.747 dólares. En el año 2000 los hombres tenían unos ingresos anuales 26.929 dólares frente a los 18.594 dólares que percibían las mujeres. El ingreso por habitante era de 18.380 dólares y alrededor de un 8.90% de la población estaba bajo el umbral de pobreza nacional.

## Ciudades y pueblos
- Daykin
- Diller
- Endicott
- Fairbury
- Harbine
- Jansen
- Plymouth
- Reynolds
- Steele City